# Колаг-Чуб
Колаг-Чуб (перс. كله چوب) — село в Ірані, у дегестані Заліян, у бахші Заліян, шагрестані Шазанд остану Марказі. За даними перепису 2006 року, його населення становило 92 особи, що проживали у складі 24 сімей.

## Клімат
Середня річна температура становить 10,58 °C, середня максимальна – 30,01 °C, а середня мінімальна – -12,51 °C. Середня річна кількість опадів – 293 мм.
| Клімат поселення                              | Клімат поселення | Клімат поселення | Клімат поселення | Клімат поселення | Клімат поселення | Клімат поселення | Клімат поселення | Клімат поселення | Клімат поселення | Клімат поселення | Клімат поселення | Клімат поселення | Клімат поселення |
| Показник                                      | Січ.             | Лют.             | Бер.             | Квіт.            | Трав.            | Черв.            | Лип.             | Серп.            | Вер.             | Жовт.            | Лист.            | Груд.            |                  |
| Середній максимум, °C                         | 5,12             | 7,40             | 11,42            | 18,19            | 23,49            | 28,32            | 29,82            | 30,01            | 24,84            | 18,54            | 11,81            | 6,40             |                  |
| Середня температура, °C                       | −3,69            | −1,4             | 2,61             | 9,37             | 14,67            | 19,52            | 23,91            | 24,09            | 18,93            | 12,63            | 5,92             | 0,49             |                  |
| Середній мінімум, °C                          | −12,51           | −10,22           | −6,22            | 0,57             | 5,87             | 10,69            | 18,00            | 18,17            | 13,01            | 6,71             | −0,01            | −5,44            |                  |
| Норма опадів, мм                              | 46               | 39               | 53               | 39               | 34               | 8                | 1                | 1                | 1                | 5                | 26               | 40               |                  |
| Середньомісячна швидкість вітру, м/с          | 1.29             | 2.20             | 2.72             | 2.76             | 2.50             | 2.35             | 2.30             | 2.26             | 2.18             | 2.07             | 1.85             | 1.21             |                  |
| Середньомісячна сонячна радіація, кДж/м²·день | 9452             | 12538            | 15183            | 18412            | 22454            | 27052            | 26004            | 24207            | 21419            | 15925            | 11223            | 9217             |                  |
| --------------------------------------------- | ---------------- | ---------------- | ---------------- | ---------------- | ---------------- | ---------------- | ---------------- | ---------------- | ---------------- | ---------------- | ---------------- | ---------------- | ---------------- |
| Джерело:                                      |                  |                  |                  |                  |                  |                  |                  |                  |                  |                  |                  |                  |                  |